# حرامزاده راینلاند

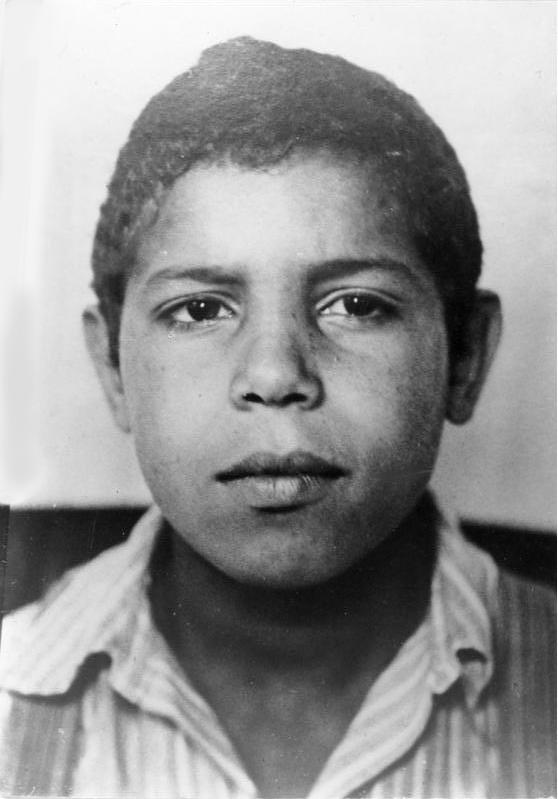
پسر جوانی از راینلند که تحت رژیم نازی به عنوان حرامزاده و به طور ارثی ناجور طبقه‌بندی شده بود.

حرامزادهٔ راینلند (به آلمانی: Rheinlandbastard) اصطلاحی خفت‌بار و نژادپرستانه در آلمان نازی بود که به آفریقایی-آلمانی‌‌هایی گفته می‌شد که فرزندان خدمه ارتش فرانسه ساکن در راینلاند در هنگام اشغال این منطقه توسط فرانسه پس از جنگ جهانی یکم بودند. این فرزندان که دارای‌تبار آلمانی و نیز آفریقایی بودند از دیدگاه رژیم نازی خفتی برای نژاد برتر به‌ شمار می‌رفتند و از این رو با آن‌ها به شکلی متفاوت از آنچه نازی‌ها با سیاه‌پوستان دیگر کشورها انجام دادند برخورد می‌شد (بنگرید به اذیت و آزار سیاه‌پوستان در آلمان نازی).
پس از ۱۹۳۳، طبق سیاست‌های نژدی آلمان حرامزاده‌های راینلند آزار و تعقیب می‌شدند؛ عده ای از ایشان ناچار به عقیم‌سازی اجباری شدند؛ و عده ای دیگر نیز به اردوگاه‌های کار اجباری همچون ماوتهاوزن فرستاده شدند.

## تاریخچه
پس از جنگ نخست جهانی و با شکست آلمان، ارتش فرانسه عده‌ای از سربازان خود را برای اشغال راینلند در نزدیکی خاک خود و آلمان در پی تفاهم مثلث فرستاد. بسیاری از این سربازان از سیاه‌پوستان مشغول در ارتش فرانسه بودند. عده‌ای از ایشان بعدها با زنان آلمانی ازدواج کرده و از ایشان دارای فرزند شدند، یا آنکه فرزندانی به دور از پیوند ازدواج پدیدآوردند. به گفته تاریخ‌دان بریتانیایی ریچارد جی. ایوانز، تعداد این فرزندان بیشتر از پانصد تا ششصد تن نبوده‌است.
برای بسیاری از آلمانی‌ها با باورهای سیاسی گوناگون، راینلند بخشی از خاک آلمان به‌شمار می‌رفت و هر گونه همکاری و هم‌باشی با اشغالگران به دیده خیانت نگریسته می‌شد؛ اگرچه از لحاظ قانونی بلااشکال بود. این تفکر باعث شد که حتی آدولف هیتلر در کتاب نبرد من خود از کودکانی که از روابط میان آلمانی‌ها و مردان سیاه‌پوست پدید آمده بودند به عنوان آلوده شدن نژاد سفید توسط «خون سیاهان در راین در قلب اروپا» یاد کند. او بر این باور بود که «یهودیان مسئول آوردن سیاهان به راینلند بودند، با این اندیشه که بتوانند نژاد سفید را – که از آن بیزار هستند – حرام‌زاده کنند و ارزش فرهنگی و سیاسیش را چنان پایین بیاورند که بتوانند بر آن چیره شوند.» او همچنین چنین القا کرد که این فرزندان نتیجه نقشه‌ای از پیش طراحی شده توسط فرانسه بودند چرا که جمعیت فرانسه به فزونی در حال «سیاه‌پوست شدن» بود.